# Daihatsu Challenge 1981
Daihatsu Challenge 1981 - жіночий тенісний турнір, що проходив на закритих кортах з килимовим покриттям Брайтонського центру в Брайтоні (Англія). Належав до турнірів 4-ї категорії в рамках Toyota Series 1981. Турнір відбувся вчетверте і тривав з 19 жовтня до 25 жовтня 1981 року. Сьома сіяна Сью Баркер здобула титул в одиночному розряді й отримала за це 22 тис. доларів США.

## Фінальна частина

### Одиночний розряд
Сью Баркер —  Міма Яушовец 4–6, 6–1, 6–1
- Для Баркер це був 1-й титул в одиночному розряді за сезон і 12-й (останній) за кар'єру.

### Парний розряд
Барбара Поттер /  Енн Сміт —  Міма Яушовец /  Пем Шрайвер 6–7, 6–3, 6–4

## Розподіл призових грошей
| Дисципліна       | П       | F       | ПФ     | ЧФ     | 1/8    | 1/16 |
| Одиночний розряд | $22,000 | $11,000 | $5,500 | $2,800 | $1,500 | $750 |

## Нотатки
1. ↑  Турніри з призовими для жінок принаймні 125 тис. доларів.[1]